# Coupe d'Union soviétique de football 1987-1988
Navigation
Édition 1986-1987 Édition 1988-1989
La Coupe d'Union soviétique 1987-1988 est la 47e édition de la Coupe d'Union soviétique de football. Elle se déroule entre le 6 juin 1987 et le 28 mars 1988.
La finale se joue le 28 mars 1988 au stade Dinamo de Moscou et voit la victoire du Metallist Kharkov, qui remporte sa première coupe nationale aux dépens du Torpedo Moscou.  Ce succès lui permet de se qualifier pour la Coupe des coupes 1988-1989.

## Format
Un total de 80 équipes prennent part à cette édition. Cela inclut les 16 participants à la première division 1987 ainsi que les 22 clubs du deuxième échelon, à qui s'ajoutent 42 équipes de la troisième division.
La compétition se déroule sur sept phases, à l'issue desquels le vainqueur de la compétition est désigné. Les équipes de première division font leur entrée en lice à l'occasion de la troisième phase, correspondant aux seizièmes de finale. Ce dernier tour ainsi que les huitièmes de finale prennent par ailleurs la forme de confrontations en deux manches tandis que les autres phases se déroulent sur un seul match. En cas d'égalité à l'issue du temps réglementaire d'une confrontation, une prolongation est jouée. Si celle-ci ne suffit pas à départager les deux équipes, le vainqueur est désigné à l'issue d'une séance de tirs au but.
La compétition suivant un calendrier sur deux années, contrairement à celui des championnats soviétiques qui s'inscrit sur une seule année, celle-ci se trouve de fait à cheval entre deux saisons de championnat ; ainsi pour certaines équipes promues ou reléguées à l'issue de la saison 1987, la division indiquée peut varier d'un tour à l'autre.

## Résultats

### Premier tour
Les rencontres de ce tour sont jouées le 6 juin 1987.
| Date        | Domicile                       | Score                | Extérieur                           |
| ----------- | ------------------------------ | -------------------- | ----------------------------------- |
| 6 juin 1987 | Chinnik Iaroslavl (D2)         | 3 - 2                | (D3) Spartak Tambov                 |
| 6 juin 1987 | Tselinnik Tselinograd (D3)     | 1 - 2                | (D2) Pakhtakor Tachkent             |
| 6 juin 1987 | Khimik Djamboul (D3)           | 4 - 2                | (D3) Energetik Koustanaï            |
| 6 juin 1987 | Ouralan Elista (D3)            | 2 - 1 ap             | (D3) Arsenal Toula                  |
| 6 juin 1987 | Torpedo Loutsk (D3)            | 2 - 0                | (D3) Tekstilchtchik Tiraspol        |
| 6 juin 1987 | Torpedo Koutaïssi (D2)         | 3 - 0                | (D3) Irtych Omsk                    |
| 6 juin 1987 | Spartak Ordjonikidzé (D2)      | 5 - 1                | (D3) Kiapaz Kirovabad               |
| 6 juin 1987 | Rotor Volgograd (D2)           | 2 - 0                | (D3) Dila Gori                      |
| 6 juin 1987 | Pakhtakor Andijan (D3)         | 5 - 2                | (D3) Meliorator Tchimkent           |
| 6 juin 1987 | Metallourg Lipetsk (D3)        | 4 - 1                | (D3) Znamia Trouda Orekhovo-Zouïevo |
| 6 juin 1987 | Metallourg Zaporojié (D2)      | 1 - 0                | (D3) Tavria Simferopol              |
| 6 juin 1987 | Kouzbass Kemerovo (D2)         | 1 - 0                | (D3) Zvezda Irkoutsk                |
| 6 juin 1987 | Krylia Sovetov Kouïbychev (D2) | 2 - 1                | (D3) Dinamo Samarkand               |
| 6 juin 1987 | Kotaïk Abovian (D2)            | 1 - 1 ap (3 - 2 tab) | (D3) Zvezda Perm                    |
| 6 juin 1987 | Kolkheti Poti (D3)             | 1 - 0                | (D3) Tekstilchtchik Ivanovo         |
| 6 juin 1987 | Kolos Nikopol (uk) (D2)        | 2 - 0                | (D3) Iskra Smolensk                 |
| 6 juin 1987 | Zaria Kalouga (D3)             | 0 - 1                | (D2) SKA Rostov                     |
| 6 juin 1987 | Droujba Maïkop (D3)            | 1 - 0                | (D2) Fakel Voronej                  |
| 6 juin 1987 | Dinamo Soukhoumi (D3)          | 3 - 1                | (D3) Ouralmach Sverdlovsk           |
| 6 juin 1987 | Dinamo Batoumi (D2)            | 0 - 2                | (D3) Krasnaïa Presnia Moscou        |
| 6 juin 1987 | Dinamo Barnaoul (D3)           | 0 - 0 ap (5 - 6 tab) | (D3) Neftianik Fergana              |
| 6 juin 1987 | Daugava Riga (D2)              | 2 - 1                | (D3) Nistru Kichinev                |
| 6 juin 1987 | Geolog Tioumen (D2)            | 5 - 1                | (D3) Sokhibkor Khalkabad            |
| 6 juin 1987 | Atlantas Klaipėda (D3)         | 2 - 1 ap             | (D2) Tchernomorets Odessa           |
| 6 juin 1987 | Kouban Krasnodar (D3)          | 1 - 2                | (D3) Atommach Volgodonsk            |
| 6 juin 1987 | Zénith Ijevsk (D3)             | 1 - 2 ap             | (D2) Lokomotiv Moscou               |
| 6 juin 1987 | Niva Ternopol (D3)             | 3 - 2                | (D2) Zaria Vorochilovgrad           |
| 6 juin 1987 | Avangard Koursk (D3)           | 2 - 0                | (D2) Rostselmach Rostov             |
| 6 juin 1987 | Sokol Saratov (D3)             | 2 - 0                | (D2) Dinamo Stavropol               |
| 6 juin 1987 | SKA Karpaty Lvov (D2)          | 2 - 0                | (D3) Niva Vinnitsa                  |
| 6 juin 1987 | Krivbass Krivoï Rog (D3)       | 3 - 3 ap (4 - 3 tab) | (D3) SKA Kiev                       |
| 6 juin 1987 | Pamir Douchanbé (D2)           | 1 - 0                | (D3) SKA-Khabarovsk                 |

### Deuxième tour
Les rencontres de ce tour sont jouées les 24 et 25 juin 1987.
| Date         | Domicile                       | Score                | Extérieur                 |
| ------------ | ------------------------------ | -------------------- | ------------------------- |
| 24 juin 1987 | Krylia Sovetov Kouïbychev (D2) | 1 - 2                | (D2) Kouzbass Kemerovo    |
| 25 juin 1987 | Chinnik Iaroslavl (D2)         | 1 - 0                | (D3) Metallourg Lipetsk   |
| 25 juin 1987 | Torpedo Loutsk (D3)            | 1 - 0                | (D2) SKA Karpaty Lvov     |
| 25 juin 1987 | Spartak Ordjonikidzé (D2)      | 1 - 3                | (D3) Dinamo Soukhoumi     |
| 25 juin 1987 | Rotor Volgograd (D2)           | 2 - 1                | (D3) Kolkheti Poti        |
| 25 juin 1987 | Pakhtakor Tachkent (D2)        | 3 - 1                | (D3) Khimik Djamboul      |
| 25 juin 1987 | Pakhtakor Andijan (D3)         | 4 - 2 ap             | (D2) Geolog Tioumen       |
| 25 juin 1987 | Niva Ternopol (D3)             | 2 - 1                | (D3) Krivbass Krivoï Rog  |
| 25 juin 1987 | Neftianik Fergana (D3)         | 1 - 0                | (D2) Pamir Douchanbé      |
| 25 juin 1987 | Daugava Riga (D2)              | 2 - 1                | (D2) Metallourg Zaporojié |
| 25 juin 1987 | Atommach Volgodonsk (D3)       | 1 - 0 ap             | (D3) Sokol Saratov        |
| 25 juin 1987 | Atlantas Klaipėda (D3)         | 2 - 0                | (D2) Kolos Nikopol (uk)   |
| 25 juin 1987 | Krasnaïa Presnia Moscou (D3)   | 1 - 0                | (D2) Torpedo Koutaïssi    |
| 25 juin 1987 | Droujba Maïkop (D3)            | 3 - 2                | (D3) Avangard Koursk      |
| 25 juin 1987 | Lokomotiv Moscou (D2)          | 4 - 1                | (D2) Kotaïk Abovian       |
| 25 juin 1987 | SKA Rostov (D2)                | 0 - 0 ap (6 - 7 tab) | (D3) Ouralan Elista       |

### Seizièmes de finale
Ce tour est disputé sous la forme de confrontations en aller-retour. Les matchs allers sont joués entre le 5 juillet et le 2 août 1987 tandis que les rencontres retours prennent place le 18 juillet et le 6 août 1987. Cette phase voit l'entrée en lice des équipes de la première division 1987.
| Équipe 1                    | Score                | Équipe 2                     | Aller  | Retour |
| --------------------------- | -------------------- | ---------------------------- | ------ | ------ |
| CSKA Moscou (D1)            | 1 - 0                | (D3) Torpedo Loutsk          | 1 - 0  | 0 - 0  |
| Ararat Erevan (D1)          | 10 - 4               | (D3) Atommach Volgodonsk     | 6 - 2  | 4 - 2  |
| Guria Lantchkhouti (D1)     | 5 - 5E               | (D2) Rotor Volgograd         | 4 - 2  | 1 - 3  |
| Dinamo Kiev (D1)            | 4 - 2                | (D2) Lokomotiv Moscou        | 2 - 1  | 2 - 1  |
| Dinamo Minsk (D1)           | 2 - 2E               | (D3) Dinamo Soukhoumi        | 2 - 1  | 0 - 1  |
| Dinamo Moscou (D1)          | 1 - 1 ap (1 - 3 tab) | (D2) Kouzbass Kemerovo       | 1 - 0  | 0 - 1  |
| Dinamo Tbilissi (D1)        | 6 - 1                | (D2) Chinnik Iaroslavl       | 4 - 1  | 2 - 0  |
| Dniepr Dniepropetrovsk (D1) | 13 - 0               | (D3) Ouralan Elista          | 10 - 1 | 3 - 0  |
| Zénith Léningrad (D1)       | 3 - 2                | (D3) Droujba Maïkop          | 3 - 1  | 0 - 1  |
| Kaïrat Alma-Ata (D1)        | 1 - 2                | (D2) Pakhtakor Tachkent      | 1 - 0  | 0 - 2  |
| Metallist Kharkov (D1)      | 4 - 2                | (D3) Krasnaïa Presnia Moscou | 3 - 1  | 1 - 1  |
| Neftchi Bakou (D1)          | 7 - 0                | (D3) Pakhtakor Andijan       | 4 - 0  | 3 - 0  |
| Spartak Moscou (D1)         | 3 - 1                | (D2) Daugava Riga            | 1 - 0  | 2 - 1  |
| Torpedo Moscou (D1)         | 2 - 1                | (D3) Atlantas Klaipėda       | 1- 1   | 1 - 0  |
| Chakhtior Donetsk (D1)      | 6 - 0                | (D3) Niva Ternopol           | 2 - 0  | 4 - 0  |
| Žalgiris Vilnius (D1)       | 11 - 3               | (D3) Neftianik Fergana       | 8 - 3  | 3 - 0  |

### Huitièmes de finale
Ce tour est disputé sous la forme de confrontations en aller-retour. Les matchs allers sont joués entre le 2 août et 20 novembre 1987 tandis que les rencontres retours prennent place le 15 août et le 24 novembre 1987.
| Équipe 1                | Score | Équipe 2                    | Aller | Retour |
| ----------------------- | ----- | --------------------------- | ----- | ------ |
| Chakhtior Donetsk (D1)  | 1 - 3 | (D1) Spartak Moscou         | 0 - 1 | 1 - 2  |
| Ararat Erevan (D1)      | 4 - 5 | (D1) Dniepr Dniepropetrovsk | 3 - 1 | 1 - 4  |
| Zénith Léningrad (D1)   | 0 - 1 | (D1) Dinamo Tbilissi        | 0 - 0 | 0 - 1  |
| Metallist Kharkov (D1)  | 5 - 1 | (D3) Dinamo Soukhoumi       | 3 - 0 | 2 - 1  |
| Neftchi Bakou (D1)      | 5 - 2 | (D2) Kouzbass Kemerovo      | 5 - 1 | 0 - 1  |
| CSKA Moscou (D1)        | 1 - 4 | (D1) Torpedo Moscou         | 1 - 0 | 0 - 4  |
| Pakhtakor Tachkent (D2) | 1 - 3 | (D1) Žalgiris Vilnius       | 1 - 2 | 0 - 1  |
| Dinamo Kiev (D1)        | 3 - 4 | (D1) Rotor Volgograd        | 3 - 2 | 0 - 2  |

### Quarts de finale
Les rencontres de ce tour sont jouées les 12 et 13 avril 1988.
| Date          | Domicile                    | Score    | Extérieur            |
| ------------- | --------------------------- | -------- | -------------------- |
| 12 avril 1988 | Metallist Kharkov (D1)      | 1 - 0    | (D2) Rotor Volgograd |
| 13 avril 1988 | Žalgiris Vilnius (D1)       | 2 - 1    | (D1) Neftchi Bakou   |
| 13 avril 1988 | Torpedo Moscou (D1)         | 1 - 0 ap | (D1) Spartak Moscou  |
| 13 avril 1988 | Dniepr Dniepropetrovsk (D1) | 2 - 1    | (D1) Dinamo Tbilissi |

### Demi-finales
Les rencontres de ce tour sont jouées le 18 mai 1988.
| Date        | Domicile              | Score    | Extérieur                   |
| ----------- | --------------------- | -------- | --------------------------- |
| 18 mai 1988 | Žalgiris Vilnius (D1) | 1 - 2    | (D1) Metallist Kharkov      |
| 18 mai 1988 | Torpedo Moscou (D1)   | 1 - 0 ap | (D1) Dniepr Dniepropetrovsk |

### Finale
| ·               |                           |     |
| Titulaires :    |                           |     |
|                 |                           |     |
|                 | Valeri Sarytchev          |     |
|                 | Aleksandr Poloukarov (en) |     |
|                 | Valentin Kovatch (ru)     |     |
|                 | Sergueï Prigoda (en)      |     |
|                 | Vadim Rogovskoï (en)      |     |
|                 | Alekseï Eremenko          | 48e |
|                 | Vladimir Kobzev (en)      |     |
|                 | Andreï Rudakov            | 38e |
|                 | Nikolaï Savitchev (en)    | 63e |
|                 | Oleg Chirinbekov (en)     |     |
|                 | Sergueï Agachkov (en)     |     |
|                 |                           |     |
| Remplaçants :   |                           |     |
|                 | Nikolaï Pissarev          | 38e |
|                 | Guennadi Grichine (en)    | 48e |
|                 | Sergueï Joukov (en)       | 63e |
|                 |                           |     |
| Entraîneur :    |                           |     |
| Valentin Ivanov |                           |     |

| ·                      |                          |     |
| Titulaires :           |                          |     |
|                        |                          |     |
|                        | Igor Koutepov (en)       |     |
|                        | Rouslan Kolokolov (ru)   | 88e |
|                        | Nikolaï Romantchouk (ru) |     |
|                        | Ivan Pantchichine (ru)   |     |
|                        | Oleg Derevinski (en)     |     |
|                        | Aleksandr Ivanov (en)    | 79e |
|                        | Leonid Buryak            |     |
|                        | Viktor Vachtchenko (en)  | 46e |
|                        | Igor Iakoubovski (ru)    |     |
|                        | Iouri Tarassov (en)      |     |
|                        | Gouram Adjoïev (en)      |     |
|                        |                          |     |
| Remplaçants :          |                          |     |
|                        | Aleksandr Baranov (en)   | 46e |
|                        | Viktor Ialovski (ru)     | 51e |
|                        | Roman Khagba (en)        | 79e |
|                        |                          |     |
| Entraîneur :           |                          |     |
| Ievgueni Lemechko (en) |                          |     |

| ·               |                           |     |
| Titulaires :    |                           |     |
|                 |                           |     |
|                 | Valeri Sarytchev          |     |
|                 | Aleksandr Poloukarov (en) |     |
|                 | Valentin Kovatch (ru)     |     |
|                 | Sergueï Prigoda (en)      |     |
|                 | Vadim Rogovskoï (en)      |     |
|                 | Alekseï Eremenko          | 48e |
|                 | Vladimir Kobzev (en)      |     |
|                 | Andreï Rudakov            | 38e |
|                 | Nikolaï Savitchev (en)    | 63e |
|                 | Oleg Chirinbekov (en)     |     |
|                 | Sergueï Agachkov (en)     |     |
|                 |                           |     |
| Remplaçants :   |                           |     |
|                 | Nikolaï Pissarev          | 38e |
|                 | Guennadi Grichine (en)    | 48e |
|                 | Sergueï Joukov (en)       | 63e |
|                 |                           |     |
| Entraîneur :    |                           |     |
| Valentin Ivanov |                           |     |

| ·                      |                          |     |
| Titulaires :           |                          |     |
|                        |                          |     |
|                        | Igor Koutepov (en)       |     |
|                        | Rouslan Kolokolov (ru)   | 88e |
|                        | Nikolaï Romantchouk (ru) |     |
|                        | Ivan Pantchichine (ru)   |     |
|                        | Oleg Derevinski (en)     |     |
|                        | Aleksandr Ivanov (en)    | 79e |
|                        | Leonid Buryak            |     |
|                        | Viktor Vachtchenko (en)  | 46e |
|                        | Igor Iakoubovski (ru)    |     |
|                        | Iouri Tarassov (en)      |     |
|                        | Gouram Adjoïev (en)      |     |
|                        |                          |     |
| Remplaçants :          |                          |     |
|                        | Aleksandr Baranov (en)   | 46e |
|                        | Viktor Ialovski (ru)     | 51e |
|                        | Roman Khagba (en)        | 79e |
|                        |                          |     |
| Entraîneur :           |                          |     |
| Ievgueni Lemechko (en) |                          |     |